# Schibani Khan
Schibani Khan, auch Scheibani (oder Sayban, mongolisch ᠰᠢᠪᠠᠨ Schiban, usbekisch Shaybon; † 1266) war als Sohn Dschötschis ein jüngerer Bruder Batus und Ahnherr diverser Fürsten Sibiriens.

## Leben

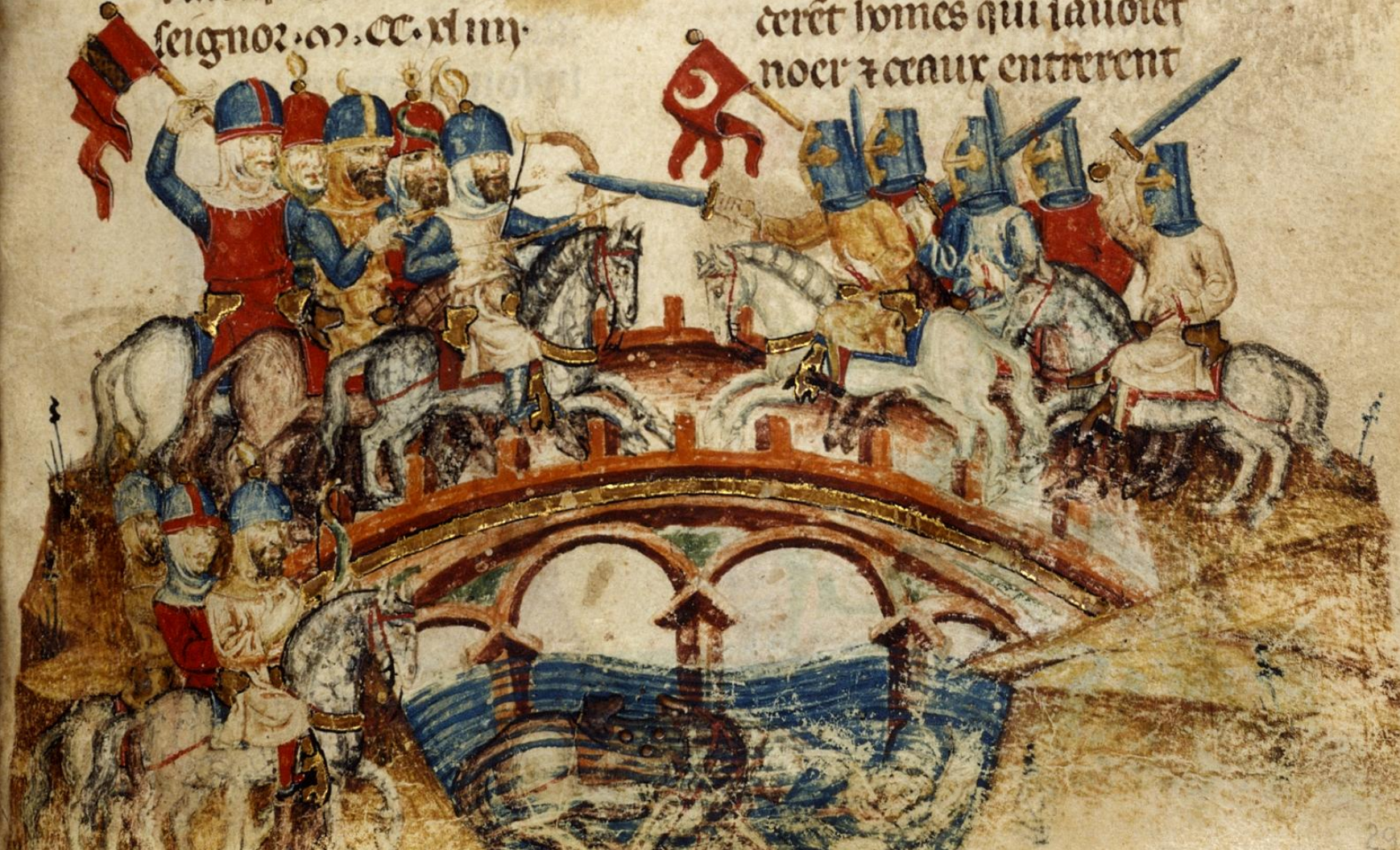
Schlacht bei Muhi, 1241, zwischen den Mongolen (links) unter Schibani und den Ungarn (rechts), aus dem 13. Jh.

Schibani nahm als einer der mongolischen Prinzen an Batus Feldzügen teil (besonders an der Schlacht bei Muhi gegen Ungarn). Danach wurde er Fürst der sogenannten Weißen Horde, deren Gebiete in Südwestsibirien lagen. Als nördlichen Nachbarn hatte er die Orda-Horde, die von seinem älteren Bruder Orda geführt wurde. Der westliche Nachbar war die Blaue Horde Batus. In der Praxis sind diese Herrschaftsgebiete aber kaum voneinander zu trennen, da die Namensverwendung nicht immer eindeutig ist und manche Fürsten im späten 14. und frühen 15. Jahrhundert auch die Kontrolle über ihre Nachbarn anstrebten.
Seine Nachkommen regierten noch bis ins 15. Jahrhundert in Sibirien. Schibani Khan wurde im 15. Jahrhundert zum Namensgeber der späteren Scheibaniden-Dynastie, welche diverse Fürsten der Usbeken (Mohammed Scheibani) und Sibiriens (Khanat Sibir) stellte.

## Schibanis Nachfolger
- Bahadur 1266–? (lt. Raschīd ad-Dīn zweiter Sohn Shibanis)
- Dschötschi-Bugha, Sohn des v.
- Badaqul, Sohn des v.
- Qutlug Ming Temür (auch: Mangu Timur), Sohn des v.
- Ilbak, Pulad († 1366/7), Tunkabeg Kundi u. a., Söhne des v.
  - zudem: Hizyr Khan Mahmud († 1361)
- Arabsah (Vorfahr der Khane Chiwas) und Ibrahim Oglan, die Söhne Pulads
- Daulat Sayh Oglan, Sohn Ibrahims
- Abu'l-Chair 1428–1456/68 (* um 1412), Sohn des v.
- Budaq und Baruj Oglan 1468/72, Söhne des v.
- Muhammad Schaibani ca. 1500–1510, Enkel Abu'l-Chairs
- … Fürsten der Usbeken